# Adagnesia weddelli
Adagnesia weddelli is een zakpijpensoort uit de familie van de Agneziidae. De wetenschappelijke naam van de soort werd in 1994 voor het eerst geldig gepubliceerd door het echtpaar Claude en Françoise Monniot.